# Gređani (Stara Gradiška)
Gređani (Stara Gradiška) es una aldea de Croacia en el ejido del municipio de Stara Gradiška, condado de Brod-Posavina.
Su población se encuentra mayormente dedicada a la agricultura.

## Geografía
Gređani se encuentra en el municipio de Stara Gradiška, a 10 km de la localidad homónima, en el condado de Brod-Posavina, en el valle entre el río Sava y las alturas Psunj, a una altitud de 97 metros sobre el nivel del mar. 
Está a 156 km de la capital croata, Zagreb.

## Demografía
En el censo 2021 el total de población de la localidad de Gređani (Stara Gradiška) fue de 105 habitantes.
| Asentamiento | 1857 | 1869 | 1880 | 1890 | 1900 | 1910 | 1921 | 1931 | 1948 | 1953 | 1961 | 1971 | 1981 | 1991 | 2001 | 2011 | 2021 |
| ------------ | ---- | ---- | ---- | ---- | ---- | ---- | ---- | ---- | ---- | ---- | ---- | ---- | ---- | ---- | ---- | ---- | ---- |
| Gređani      | 562  | 717  | 730  | 833  | 796  | 928  | 912  | 979  | 863  | 874  | 783  | 763  | 602  | 516  | 248  | 173  | 105  |